# Språkrådets nyordslista
Språkrådets nyordslista är en årlig lista på tidstypiska nya svenska ord och uttryck som ges ut av Språkrådet i Sverige. Sedan 2013 sammanställs listan av Språkrådet och Språktidningen. 
Språkrådets nyordslista är inte en förteckning över nya godkända ord i svenskan, eller en komplett förteckning över alla nybildade ord, utan är exempel på aktuella nybildningar i språket. 
Orden samlas in av "nyordsspårare", ett tiotal personer som är knutna till Språkrådet och som letar ord i tidningar. Språkrådet tar också emot tips från allmänheten. Ordet ska vara unikt och helst ha använts i mer än ett sammanhang. Men det finns konstruerade ord som kommer med ändå. Till exempel ordet "Pompekunskap", som skapades i en gymnasieklass och skickade in av läraren. Det användes ungefär som trivia, att veta att Karl XII:s hund hette Pompe är en trevlig kunskap som kanske inte är så viktig.

## Exempel på nyord
| År   | Exempelord | Referens      |
| ---- | --- | ------------- |
| 1986 | batteriholk, deponi, gatubarn, glasiglo, kalkonfilm, kobingo, löneminister, maskrosbarn, miljöminister, mögelhund, offshorebanking, portföljdator, solnedgångsförordning, spetsnaz, styvfamilj, stödfamilj, störningsjour, yuppie | [ 3 ]         |
| 1987 | bolagisera, bälta sig, crack, datavirus, desktop-publishing, diskrimineringsombudsman, elpistol, fantombild, fax, fettsugning, finansvalp, glasnost, HIV, hospice, köksö, perestrojka, rinkebysvenska, samriskföretag, skraplott, surrogatmamma, trädkramare, valpskatt, Westerberg(s)effekten, vildcamping, värsting | [ 4 ]         |
| 2003 | Pompekunskap (synonym med trivia), inbäddad journalist, googla | [ 2 ]         |
| 2006 | Odellplatta | [ 5 ]         |
| 2009 | fuldelning, följare, laddstolpe, slidkrans, svininfluensa, tvittra/twittra | [ 6 ]         |
| 2010 | app, bjästa, facebooka, facerape, morotsmobb, vuvuzela | [ 6 ]         |
| 2011 | surdegsfaktor, robothandel, terja, foliehatt, vobba, molekylärgastronomi, attitydinkontinens, otrohetsdejting, appa, arabiska våren, juholtare med flera (totalt ca 70 ord). | [ 6 ]         |
| 2012 | hubot, kopimism, ogooglebar, petabyte, robotfälla, ståhjuling, Tintingate, tårtgate, zlatanera | [ 6 ] [ 7 ]   |
| 2014 | attefallshus, blåbrun, cisperson, digital valuta, en (pronomen), fotobomba, frisparkssprej, genusbudgetering, gurlesk, gäri, ickebinär, kippavandring, klickfiske, kringis, krislåda, kärrtorpa, köttnorm, matnationalism, mellanförskap, mobilzombie, nerväxt, nettokrati, normcore, parkera bussen, plastbanta, pultvätta, rasifierad, ryggprotest, rödgrönrosa, sekelsiffror, selfiepinne, sms-anställning, spoilervarning, trafikmaktordning, tvodd, tvåkönsnorm, usie, virtuell våldtäkt, yoloa, åsiktskorridor | [ 8 ]         |
| 2015 | avinvestera, cosplay, delningsekonomi, douche, dumpstra, faktaresistens, geoblockering, halmdocka, klickokrati, kulturell appropriering, mansplaining, robotjournalistik, självradikalisering, talepunkt, terrorresa, triggervarning, trollfabrik, vithetsnorm | [ 6 ]         |
| 2016 | annonsblockerare, blippbetalning, cirkulär ekonomi, det mörka nätet, egenanställningsföretag, filterbubbla, förstärkt verklighet, ghosta, gigekonomi, grindsamhälle, kroppsaktivism, läslov, medborgarforskning, paddeltennis, parasport, preppare, trumpifiering, utpressningsprogram, vuxenmålarbok, växtmjölk | [ 9 ]         |
| 2017 | alternativa fakta, blockkedja, blorange, bonus malus, cringe, dabba, direktare, doxa, döstäda, expresskidnappning, fejkade nyheter, fidget spinner, framtidsfullmakt, funktionsrätt, grit, halalturism, hyberavdrag, inrymning, killgissa, klickfarm, knäprotest, kombucha, kompetensutvisning, #metoo, omakase, pansexuell, plogga, poddtaxi, postfaktisk, rekoring, renovräkning, sekundärkränkt, serieotrohet, skogsbad, snubbelsten, spetspatient, veganisera, viralgranska                                      | [ 10 ]        |
| 2018 | aquafaba, beslutsblindhet, bokashi, cyberhygien, digifysisk, dm:a, e-krona, explainer, flossa, flygskam, förpappring, gal–tan-skala, gensax, incel, intryckssanera, lårskav, mandatpingis, menscertifiera, mikrootrohet, nollavfall, någonstansare och varsomhelstare, nätläkare, pyramidmatta, självoptimering, språkplikt, spårpixel, stöddjur, swishjournalist, techlash, VAR, välfärdsbrott, whataboutism | [ 11 ]        |
| 2019 | antivaxxare, artdöden, ASMR, cybersoldat, deepfake, deplattformering, Gretaeffekten, grönt körfält, hybridkrig, klimatdiktatur, klimatstrejk, lågaffektivt bemötande, menskonst, popcornhjärna, sharenting, smygflyga, tågskryta, växtbaserat kött | [ 12 ]        |
| 2020 | bolundare, boomer, cancelkultur, coronaanpassa, coronahälsning, covid-19, förnedringsrån, hobbyepidemiolog, hungerpandemi, immunitetspass, infodemi, intimitetskoordinator, kamikazetips, kanskeman, klustersmitta, lockdown, mjuta, platta till kurvan, R-tal, simp, självkarantän, social distansering, statyprotest, superspridare, turistkorridor, tvåmetersregeln, vårdskuld, zoombombning | [ 13 ]        |
| 2021 | anosmi, coronabubbla, coronahund, delningsboende, djuränkling, domedagsskrollande, eftervåld, fono, gangfluencer, gaslighta, generation corona, genombrottsinfektion, giggare, hybridarbete, hybridmöte, jobbonär, jukeboxbio, koldioxidsug, kryptokonst, ljushare, maskne, metaversum, mikrovana, mobilitetshubb, nettonollmål, piratbibliotek, postcovid, snällvägg, spökkök, svinna, svinnlåda, tippningspunkt, vaccinnationalism, vaccinpass, zoomtrötthet, återförvildande                                      | [ 14 ]        |
| 2022 | accelerationism, agrivoltaisk, autokratisering, avkarbonisering, Barbiecore, brösta, dödsdoula, edgelord, energifattigdom, energikrig, epadunk, falsk majoritet, framefotboll, ha dagen, hungersten, kamikazedrönare, klickkemi, klimatbiljett, klimatskadestånd, matfattigdom, munkmodell, njutningsäktenskap, permakris, Putinpris, returmissbrukare, selfiemuseum, SMR, småskalig modulär reaktor, smygflation, sporttvätt, spökflyg, urbexare, valförnekare, vertiport, virtuellt stängsel, väntesorg            | [ 15 ] [ 16 ] |
| 2023 | AI-klonad, Barbenheimer, bubbelhoppa, cyberresiliens, deinfluencing, det svenska tillståndet, dna-pass, dopaminfasta, dubbelswisha, evighetskemikalie, exposekonto, gargasnipe, generativ AI, grön kolonialism, hyschpengar, ick, insynsprincip, klivare, korankris, krigssponsor, känslighetsläsare, longtermism, menstrosa, multilojal, nepo baby, neurodiversitet, prompta, relationism, situationship, snikflation, streamingfarm, tantparkour, toxisk positivitet, vild graviditet                              |               |
| 2024 | aktivklubb, ankkurva, avokadoskanner, barntorped, bratsommar, coolcation, demure, dubbelsänkning, drakdrönare, dubbelklubb, dubbelsänkning, gisslandiplomati, grisch, grön gumma, looksmaxing, Magdamoderat, mittokrati, quishing, rawdogga, romantasy, skräpballong, skuggflotta, slop, soft girl, swiftiepappa, terian, tiktokifiera, tjejnyår, totalsträckskryptering, tryckarlägenhet, ultrasnabbt mode, umarell, vänskapsbänk.                                                                                  | [ 17 ]        |

## Uteslutna ord
I syfte att skydda sitt varumärke påverkade Google Inc. under 2013 framgångsrikt Språkrådet att ta bort ordet "ogooglebar" (tidigare definierat som något "som inte går att hitta på webben med en sökmotor") ur rådets nyordlista från december 2012.
2018 uteslöts ordet klanröstning från nyordslistan då det ansågs laddat och för politiskt känsligt.